# Léon Bacoué
Léon Bacoué, né vers 1608 à Casteljaloux (France) et mort à Pamiers (France) le 13 février 1694) est un ecclésiastique français, membre de l'Ordre des frères mineurs Observantins puis évêque de Glandèves de 1672 à 1684.

## Biographie
Léon Bacoué nait à Casteljaloux dans une famille de calvinistes. Il abjure et entre dans l'Ordre des frères mineurs observantins. Il est chargé de réformer leur couvent parisien. C'est dans cette ville qu'il publie en 1635 la somme théologique de Enrique de Villalobos, OFM († 1637) puis en 1667 un poème en latin en hommage au pape Clément IX et enfin en 1670 un ouvrage sur l'éducation du Dauphin de France le Delphinus qui lui vaut une certaine notoriété.
Il est désigné en 1672 comme évêque de Glandèves pour succéder à Jean-Dominique Ithier un Cordelier. Il est  confirmé le 27 novembre 1673 et consacré en 1674 par le cardinal Girolamo Grimaldi-Cavalleroni, l'archevêque d'Aix-en-Provence. Léon Bacoué est le seul protestant converti promu à l'épiscopat sous le règne de Louis XIV. 
En 1682 il est chargé de représenter la Province ecclésiastique à l'Assemblée du clergé. Se sentant vieux et fatigué il obtient la nomination d'un coadjuteur en la personne François de Camps. En 1684 il se démet de son siège entre les mains de son coadjuteur sous réserve d'une pension de 4 000 livres et se retire dans un couvent de son ordre à Pamiers où il meurt le 13 février 1694.

## Œuvres
- Somme de théologie de P. Henri de Villalobo. Paris 1635
- Sanctissimo ac beatissimo patris Clementi IX Carmen panegyricum. Toulouse 1667
- Delphinus, seu de prima Principis Institutione libri sex, Toulouse 1670, Paris 1685